# バセンジー

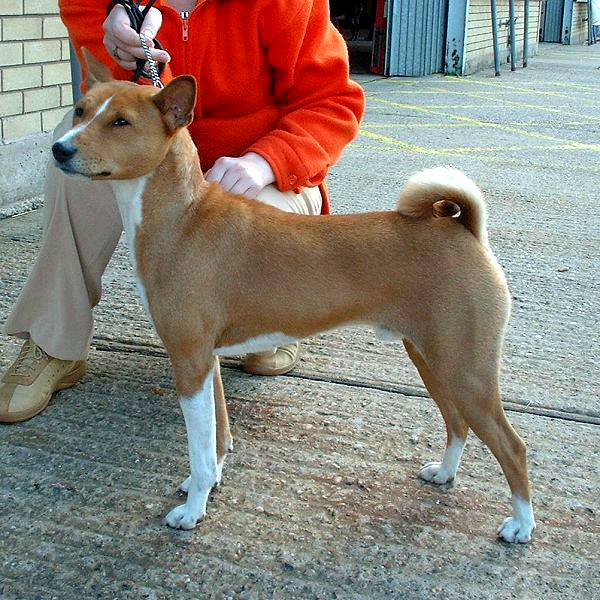

バセンジー（英：Basenji）とは、コンゴ共和国原産の狩猟用犬種である。バセンジと表記されることもある。同国原産の別の民族が作り出したニャム・ニャムという犬種の親戚種である。

## 歴史
生い立った年代ははっきりと分かっていないが、紀元前以前から存在している古代犬種であることは間違いないとされている。エジプト原産のチズムというサイトハウンドと土着の犬などとの交配によって作出された。バセンジーはパックでの狩猟に使われ、サイトハント（視覚猟）とセントハント（嗅覚猟）を同時に行える優れた性質を持っていたため、非常に重宝されていて大切に飼育されていた。
1868年、中央アフリカに旅をして動物の研究をしていた、シュバインフルト博士はバセンジーのように見える犬に関して書いている。これが現代人とバセンジーの出会いである。優れた容姿と能力が外部の人の目にも留まり、イギリスに数頭が輸出された。しかし、1回目の輸出は犬ジステンパーで全滅して失敗。2回目の輸出は繁殖に成功したものの、1回目と同じ病気によって、雄1頭を残して全て死んでしまった。3回目にようやく輸入が成功し、イギリスでブリーディングが行われた。ドッグショーでも人気を博し、それによってコンゴとイギリス以外にもこの犬種が知られるようになった。その後更なるブリーディングが行われ、他国に輸出された。吠えないので集合住宅でも飼育でき、世界的に安定した人気を保っている。日本でもやや人気のある犬種で、毎年国内登録頭数順位が高く、2009年の国内登録頭数順位も136位中49位と高順位であった。日本国内での入手も可能で、およそ12～25万円程の値段で取引されている。

## 特徴
無駄の無いスリムで引き締まったボディを持ち、脚は長い。この犬種の一番の特徴は吠えないことで、嬉しいときにはヨーデルに似た声を出すが、それ以外にはほとんど鳴かず遠吠えもしない。常に額にしわを寄せているが、困ったことが起こるとそのしわを更に深く寄せる。また、自分で体を猫のように毛づくろいして掃除するため、体臭は少ない。
やや大きめの立ち耳で、尾は飾り毛のない巻き尾。コートは非常に短いスムースコートで毛色はレット・アンド・ホワイトなど。体は柔軟で身体能力が高いため跳躍力抜群で、低いサークルなどは易々と飛び越えてしまう。身体能力だけでなく視覚も優れていて、窓や庭から外を眺めることも大好きである。
体高42～43cm、体重9.5～11kgの中型犬で、性格は主人家族には愛情深くてよく甘えるが、その他の人に対しては警戒心を緩めず、額に強くしわを寄せて無表情を貫く。散歩は大型犬並みの運動量で行う必要がある。スムースコートでアフリカ原産の犬種のため寒さに弱く、冬季の散歩時には洋服を着せる必要がある。また、腸が弱く下痢を起こしやすい上、貧血になりやすいため注意する必要がある。

## 参考
- 『犬のカタログ2004』（学研）中島眞理 監督･写真
- 『日本と世界の愛犬図鑑2007』（辰巳出版）佐草一優監修
- 『デズモンド・モリスの犬種事典』（誠文堂新光社）デズモンド・モリス著書、福山英也、大木卓訳 誠文堂新光社、2007年
- 『日本と世界の愛犬図鑑2009』（辰巳出版）藤原尚太郎編･著